# هرمان ويلهلم فوغل
هرمان ويلهلم فوغل (بالألمانية: Hermann Wilhelm Vogel)‏ هو كيميائي ومصور ألماني، ولد في 26 مارس 1834 في دوبرلوغ-كيرشهاين في ألمانيا، وتوفي في 17 ديسمبر 1898 في تشارلوتنبرغ في ألمانيا.